# 小行星4868
小行星4868（英語：4868 Knushevia）是一颗围绕太阳公转的小行星。1989年10月27日，埃莉諾·赫琳在帕洛马山发现了此天体。
这颗小行星的绝对星等为94.51515921744924等。